# والتر آدامز کاکسن
والتر آدامز کاکسن (انگلیسی: Walter Coxen؛ ۲۲ ژوئن ۱۸۷۰ – ۱۵ دسامبر ۱۹۴۹) فرد نظامی اهل بریتانیا بود. وی همچنین برندهٔ جوایزی همچون نشان حمام شده‌است.